# Římskokatolická farnost Praha-Chodov
Římskokatolická farnost Praha-Chodov, celým jménem Římskokatolická farnost u kostela sv. Františka z Assisi Praha-Chodov je územní společenství římských katolíků v pražském Chodově a okolí. Organizačně náleží do III. pražského vikariátu a do pražské arcidiecéze.

## Území farnosti
Do farnosti náleží tyto městské části Prahy a jejich katastrální území:
- Praha 11
  - Háje
  - Chodov
- Praha-Újezd
  - Újezd u Průhonic

## Kostely a kaple na území farnosti
| Fotografie | Kostel                         | Místo  | Bohoslužba                                         | Bohoslužba                                                                         | Zeměpisné souřadnice            | Poznámka          |
| ---------- | ------------------------------ | ------ | -------------------------------------------------- | ---------------------------------------------------------------------------------- | ------------------------------- | ----------------- |
|            | Kostel sv. Františka           | Chodov | úterý pátek neděle                                 | 18.00 18.00 (po mši svaté adorace a možnost svátosti smíření do 19.30) 8.00, 20.00 | 50°1′55″ s. š., 14°30′12″ v. d. | farní kostel      |
|            | Komunitní centrum Matky Terezy | Háje   | středa čtvrtek neděle                              | 18.00 (po mši svaté adorace a možnost svátosti smíření do 19.30) 18.00 9.30, 11.00 | 50°1′48″ s. š., 14°31′25″ v. d. |                   |
|            | Kaple sv. Jana Nepomuckého     | Háje   | neslouží se pravidelně – jednou do roka před kaplí | neslouží se pravidelně – jednou do roka před kaplí                                 | 50°2′7″ s. š., 14°31′28″ v. d.  | Velmi malá        |
|            | Domov pro seniory Chodov       | Chodov | Každá sobota lichého týdne                         | 18.00 (1 × za 14 dní)                                                              | 50°2′11″ s. š., 14°30′23″ v. d. | Domov pro seniory |
|            | Domov pro seniory Háje         | Háje   | Každá sobota sudého týdne                          | 18.00 (1 × za 14 dní)                                                              | 50°1′45″ s. š., 14°32′12″ v. d. | Domov pro seniory |

## O farnosti
Na začátku působení ve farnosti měla farnost pouze jeden kostel – Kostel sv. Františka z Assisi. Později, s nárůstem nových věřících se ale ukázalo, že je potřeba pořídit kostel druhý. Jako dočasné řešení se ukázal velký vojenský stan. Když byl ale zničen, rozhodli se farníci jako druhou budovu pronajmout budovu vedle místní školky. Do budovy se vešla kaple, Mateřské centrum Domeček, byty pastoračních asistentů nebo i velký sál. Ovšem toto také nestačilo, a tak farnost postavila nový kostel ve formě Komunitního centra Matky Terezy v roce 2007.

### Seznam ustanovených osob ve farnosti
Ve farnosti jsou ustanoveny následující osoby:
- ThLic. Michael Špilar, farář
- František Čech, farní vikář
- Mgr. Pavel Urban, jáhen
- Mgr. Ladislav Staněk, jáhen
- Ing. Karina Juráková, ředitelka KCMT
- Václav Šebek, pastorační asistent
- Mgr. Vlasta Hamalová, pastorační asistentka
- Ing. Petr Fried, pracovník pro farnost

### Zpravodaj
Ve farnosti vychází každý měsíc farní časopis zvaný Fchodoviny. Nalezneme v něm fotografie, články od farníků, od jáhna, aktuality z farnosti apod. Jeho cena je 12 Kč.

### Současnost
Ve farnosti sídlí křesťanský sportovní klub KSK Praha, který je velmi úzce spojen s farností a pořádá různé akce, ať už církevní (Bachovy pašije podle Jana) nebo společenské pro obyvatele Jižního Města (Mikulášská nadílka), nebo se celoročně věnuje mládeži v podobě zájmových kroužků jako je třeba skaut. Dále farnost pronajímá prostory komunitního centra veřejnosti, či se zapojuje v rámci Charity do Tříkrálové sbírky.